# Kachelmuseum
Het Kachelmuseum was een historisch museum in de Nederlandse stad Alkmaar in de provincie Noord-Holland. Op 9 februari 2011 werd bekendgemaakt dat de eigenaar Solar Nederland het museum niet langer financieel wilde steunen en het pand wilde verkopen. Op 1 oktober 2011 heeft het museum definitief zijn deuren gesloten. In het museum werden historische kachels en fornuizen getoond. Door middel van deze kachels en fornuizen werd de ontwikkeling in stook- en kooktechniek getoond.
Het museum was gevestigd aan de Bierkade 10, een pand waarvan de voorgevel uit 1716 dateert. Toenmalig burgemeester Adriaen Sevenhuyzen Sijmonz heeft mogelijk opdracht gegeven voor de bouw van de voorgevel. Voor een restauratie welke duurde van 1970 tot 1972 werden uit het pand Bierkade 15 twee historische kamerinterieurs gehaald. Tussen 1846 en 1992 was er een brouwerij gevestigd, vanaf 1992 kreeg het pand de bestemming als museum. Sinds 2010 is er een softwarebedrijf gevestigd.

## Collectie
De collectie van het Kachelmuseum bestond uit 72 kachels en fornuizen. De oudste kachels waren uit de 19e eeuw, de nieuwste kachels waren hedendaags. De collectie kachels bestond uit verschillende soorten, waaronder kolenkachels, kookkachels en potkachels. De meeste kachels werden in huiselijke sfeer gebruikt, maar er zaten ook kachels tussen die buitenshuis gebruikt werden, waaronder een strijkkachel. Strijkkachels werden gebruikt om metalen strijkijzers op te verwarmen. Of kachels die water verwarmden of het eten door middel van warmhoudplaatjes warm hielden.
Naast verschillende functies van de kachels werden er ook verschillende manieren van stoken getoond. Zo waren er fornuizen die gestookt werden op kolen, turf, olie, petroleum, elektriciteit en gas.
Ook kacheltjes en fornuisjes op poppenformaat waren aanwezig. Kinderen konden op dat soort fornuisjes echt koken door te stoken op hout, petroleum of metablokjes.
De collectie bestond voornamelijk uit kachels en fornuizen van Nederlandse makelij, waaronder: Faber, Etna, Jaarsma, De Schelde, Davo en Pelgrim. In de collectie bevond zich ook een aantal kachels uit andere Europese landen en Amerika.